# 関戸本古今和歌集

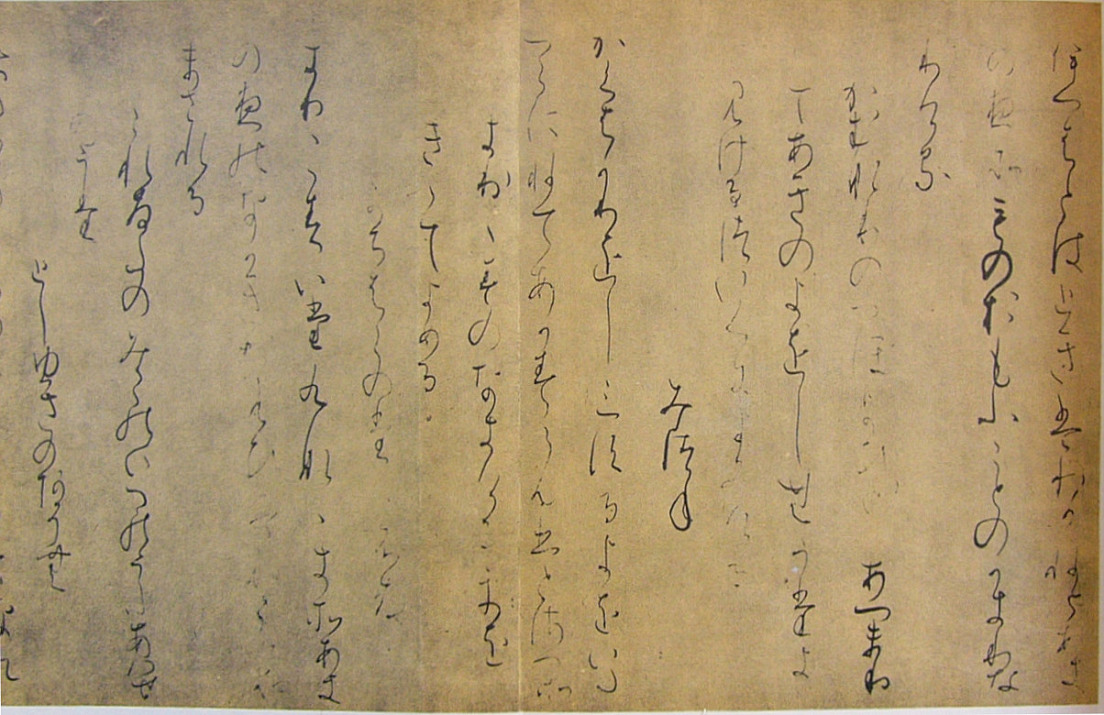
関戸本古今集

関戸本古今和歌集（せきどぼんこきんわかしゅう）は、名古屋の豪商・素封家関戸家に伝来する『古今和歌集』の零本。関戸家所蔵の冊子本（27丁）と諸家蔵の断簡数十点ほどが確認されている。書写は11世紀後半か。伝称筆者は藤原行成。平安古筆の代表的遺品の一つで、書家に人気の高い一品。

## 概要
現存するものが『古今集』の各巻にわたることから、もとは全20巻を上下2冊に調じたものと考えられる。江戸時代初期には、中院通村による奥書から、1冊48丁となっていたことが解り、さらに明治時代に関戸家が所蔵後、1952年に切断分割されたため、現在は27丁分の冊子として残る。他に、通村の時代以前に切られた断簡数枚が諸家に伝存する。
装丁は列帖装。料紙は鳥の子紙、白紙の他に紫・藍・茶・黄・緑などの染め紙。濃淡を組み合わせ、繧繝彩色の効果を勘案しているか。現存するものでは永青文庫蔵と逸翁美術館蔵の2枚の断簡のみ金銀箔を散らした装飾料紙が用いられている。
江戸時代にいくつかの模刻や模本が作られており、当時から人気があったようだ。